# واهلة (لعڭاڭشة)
واهلة هي إحدى مشيخات المملكة المغربية، تتبع جغرافيا لإقليم سيدي بنور وإداريًا للعڭاڭشة. يقدر عدد سكانها بـ 3464 نسمة حسب الإحصاء الرسمي للسكان والسكنى لسنة 2004.